# بازگنجشک دم‌خالدار
بازگنجشک دم‌خالدار (نام علمی: Accipiter trinotatus) نام یک گونه از سرده بازها است. این گونه بوم‌زاد سولاوسی در اندونزی می‌باشد. زیستگاهش جنگل است.